# Dichomitus epitephrus
Dichomitus epitephrus är en svampart som först beskrevs av Miles Joseph Berkeley, och fick sitt nu gällande namn av Leif Ryvarden 1984. Dichomitus epitephrus ingår i släktet Dichomitus och familjen Polyporaceae.   Inga underarter finns listade i Catalogue of Life.